# Италели, Иакоба
Сэр Иакоба Таэиа Италели (англ. Iakoba Taeia Italeli) — генерал-губернатор Тувалу с 16 апреля 2010 года по 2019 год.
В 2006—2010 годах был министром образования, спорта и здравоохранения в правительстве Аписаи Иелемиа. Его младший брат Исаиа Италели в 2010 году некоторое время был председателем парламента.
Иакоба Италели получил известность в 2013 году, когда после летних довыборов в парламент, принесших большинство оппозиции, созвал, несмотря на парламентские каникулы, внеочередное заседание, на котором был поставлен вотум недоверия премьер-министру Вилли Телави, в результате которого тот был смещён и заменён на лидера оппозиции Энеле Сопоага. Новое правительство, в частности, отказалось от признания независимости Абхазии и Южной Осетии. Протест Вилли Телави к королеве Елизавете II с требованием отставить Италели за превышение полномочий не возымел успеха.